# All my life (girl next doorの曲)
「all my life」（オール・マイ・ライフ）は、日本の音楽ユニット・girl next doorの16作目のシングル。

## 概要
- 前作「signal」から約4か月ぶりのシングル。
- 表題曲はエイチ・アイ・エス『海外ウエディング・ハネムーンキャンペーン』のTV-CMソング及び日本テレビ系列『ハッピーMusic』のパワープレイ、札幌テレビ系『ジョシスタ』のオープニングテーマに使用された。エイチ・アイ・エスとのタイアップは「snowflakes」以来2度目、『ハッピーMusic』とのタイアップは「ROCK YOUR BODY」以来3作ぶりとなった。
- ジャケットが異なるCD+DVD規格とCD規格の2形態で発売された。DVDには表題曲のミュージック・ビデオと同年2月3日から3月30日に全国のライブハウスで敢行されたライブツアー『girl next door Live Tour 2012 〜Best Collection～』から「ブギウギナイト」「ROCK YOUR BODY」「No.1」のライブ映像が収録された。

## 収録曲
| 全作曲: 鈴木大輔、全編曲: girl next door & 五十嵐充。 |                                                      |          |            |      |
| #                                                     | タイトル                                             | 作詞     | 作曲・編曲 | 時間 |
| 1.                                                    | 「all my life」                                      | 五十嵐充 | 鈴木大輔   | 3:51 |
| 2.                                                    | 「so pleasure」                                      | 五十嵐充 | 鈴木大輔   | 4:31 |
| 3.                                                    | 「signal (From Live Tour 2012 〜Best Collection〜)」 | 五十嵐充 | 鈴木大輔   | 4:35 |
| 4.                                                    | 「all my life (Instrumental)」                       |          | 鈴木大輔   | 3:50 |
| 5.                                                    | 「so pleasure (Instrumental)」                       |          | 鈴木大輔   | 4:28 |

### 解説
1. all my life
結婚における女性の心情を描いた楽曲。ミュージック・ビデオは結婚式の模様を撮ったドラマ仕様で、千紗がウェディングドレスを着用した花嫁役で出演している[1]。なお、千紗がウェディングドレスを着用するのは前年に西島隆弘と共演した森永製菓『チョコモナカジャンボ』のCM以来2度目となった[2]。
2. so pleasure
3. signal (From Live Tour 2012 〜Best Collection〜)
15thシングルの表題曲のライブバージョン。
4. all my life (Instrumental)
表題曲のインストゥルメンタルバージョン。
5. so pleasure (Instrumental)
カップリング曲のインストゥルメンタルバージョン。

## 参加ミュージシャン
girl next door
- 千紗：Vocal
- 鈴木大輔：Keyboards
- 井上裕治：Guitar

## タイアップ
- エイチ・アイ・エス『海外ウエディング・ハネムーンキャンペーン』TV-CMソング (#1)
- 日本テレビ系列音楽バラエティ番組『ハッピーMusic』パワープレイ (#1)
- 札幌テレビ系情報バラエティ番組『ジョシスタ』2012年9月度オープニングテーマ (#1)

## 収録アルバム
- Life of Sound (#1)
- girl next door THE LAST (#1,2)